# نيل الأوطار
نيل الأوطار أحد كتب الحديث ألفه الإمام محمد الشوكاني (1173 هـ، 1250 هـ - 1759، 1834)، هو عبارة عن شرح لكتاب منتقى الأخبار للإمام أبو البركات ابن تيمية، جد ابن تيمية، فكتاب منتقى الأخبار من أوسع كتب أحاديث الأحكام وأكثرها شمولا وفائدة حيث بلغت أحاديث الكتاب قرابة 5000 حديث ، فقام الإمام محمد الشوكاني بشرح هذا الكتاب وقد اشتمل شرحه على مزايا منها أنه تعرض لتخريج الحديث وبيان طرقه وألفاظه وما قيل في حكمه، ومنها كشفه عن معاني الألفاظ وأقوال علماء اللغة فيها مع إيضاح المعنى الاصطلاحي الشرعي، ومنها استنباط الأحكام الفقهية من الأحاديث وكيفية دلالتها عليها وأقوال مذاهب علماء الأمصار وحجة كل مذهب مع الترجيح، ومنها استنباط القواعد الأصولية وتطبيق الأحكام الجزئية الفرعية عليها مع ذكر أقوال الأصوليين.
وقد ألف الدكتور قحطان عبد الرحمن الدوري كتابه صفوة الأحكام من نيل الأوطار وسبل السلام وهو كتاب في الفقه تناول فيه المؤلف أهم الأحكام الفقهية الواردة في كتاب نيل الأوطار للشوكاني وكتاب سبل السلام للصنعاني، حيث شرح هذه الاحكام وعرضها بطريقة واضحة وخرج الاحاديث وفصلها ورتب أقوال الفقهاء.